# Oriol Junyent
Oriol Junyent Monuera (Sabadell, 1º luglio 1976) è un ex cestista spagnolo.

## Carriera
Con la Spagna ha disputato i Campionati mondiali del 2002.

## Palmarès
- Campionato spagnolo: 3

Barcellona: 1995-96, 1996-97, 1998-99
- Copa Príncipe de Asturias: 1

Obradoiro: 2011
- Coppa Korać: 1

Barcellona: 1998-99